# Garganta la Olla
Garganta la Olla este un oraș din Spania, situat în provincia Cáceres din comunitatea autonomă Extremadura. Are o populație de 1.112 de locuitori.
1. ↑  Nomenclátor Geográfico de Municipios y Entidades de Población (20240402 edition)